# Косово та євро
Косово прийняло євро як фактичну валюту у 2002 році  незважаючи на те, що держава не є членом Єврозони чи Європейського Союзу. Найчастіше використовувались німецькі марки з 1999 року.

## Передумови

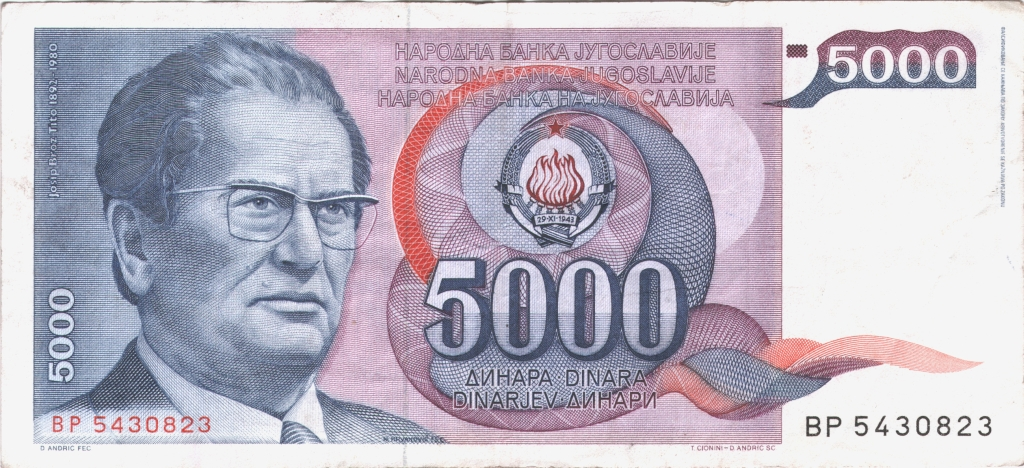
Банкнота 5000 динарів (1985)

Під час розпаду Югославії в 1990-х роках Косово безуспішно намагалося здобути незалежність, а в 1998-1999 роках ситуація загострилася з війною в Косово.
Косово проголосило незалежність 17 лютого 2008 року. 4 вересня 2020, 113 із 193 ( 58,5% ) держав-члени ООН офіційно визнали Республіку Косово. Зокрема, 23 із 28 (82% ) держав-членів Європейського Союзу та 24 з 28 (86% ) держави - члени НАТО визнали Косово. Сербія відмовляється визнати це.

## Грошово-кредитна ситуація до 1999 року
До створення Тимчасової місії ООН у Косово країна (як частина Сербії) була пов'язана з югославською монетарною політикою та югославським динаром. Однак інфляція у часи війни та напруженість у Союзній Республіці Югославія сильно дискредитували югославський динар. Як результат, багато хто волів використовувати та накопичувати іноземні валюти, а не покладатися на динар. Найбільш часто використовуваними іноземними валютами були албанський лек та німецька марка, хоча долар США та швейцарський франк також широко використовувались.

## Введення марок

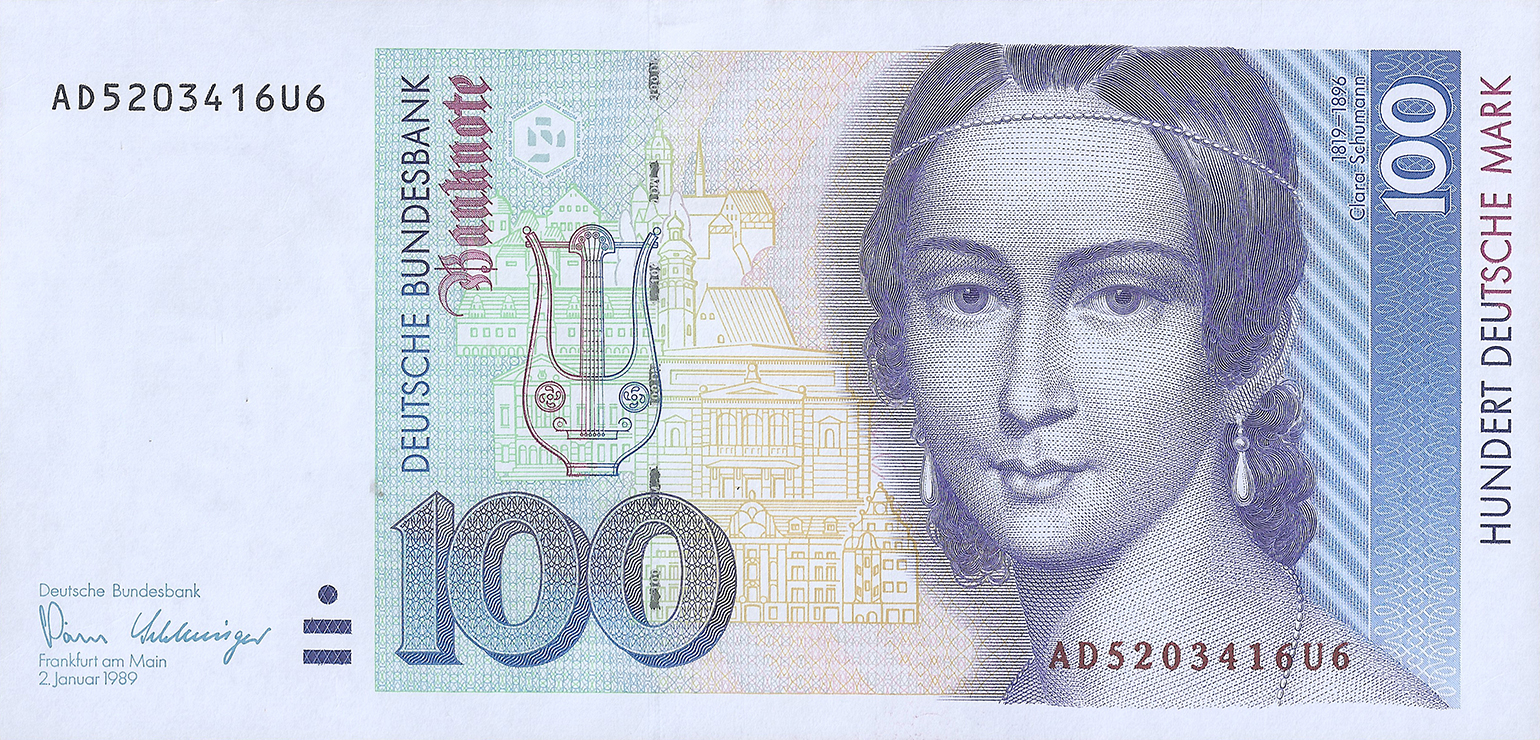
Банкнота 100 марок

У безпосередній постконфліктний період поряд з динаром широко використовувались інші валюти - особливо німецька марка  У вересні 1999 року Тимчасова місія ООН у Косово випустила розпорядження, що приймає використання інших валют; це визнало статус-кво.    Югославський динар ніколи офіційно не вилучався з обігу, але його використання «не заохочувалось». Продовжувалося також використання інших валют, переважно албанської леки.   Deutsche Bundesbank не повідомлявся заздалегідь і не надсилав жодних додаткових монет і купюр в Косово для переходу. Але оскільки обмежень щодо імпорту та експорту німецьких марок не було, а багато косовців, які працюють за кордоном, відправляли гроші додому, щоб можна було поставити Косово достатню кількість німецьких марок.
Югославський (а пізніше сербський динар) продовжував широко використовуватися в Північному Косово та сербських анклавах по всьому Косово.

## Назустріч євро

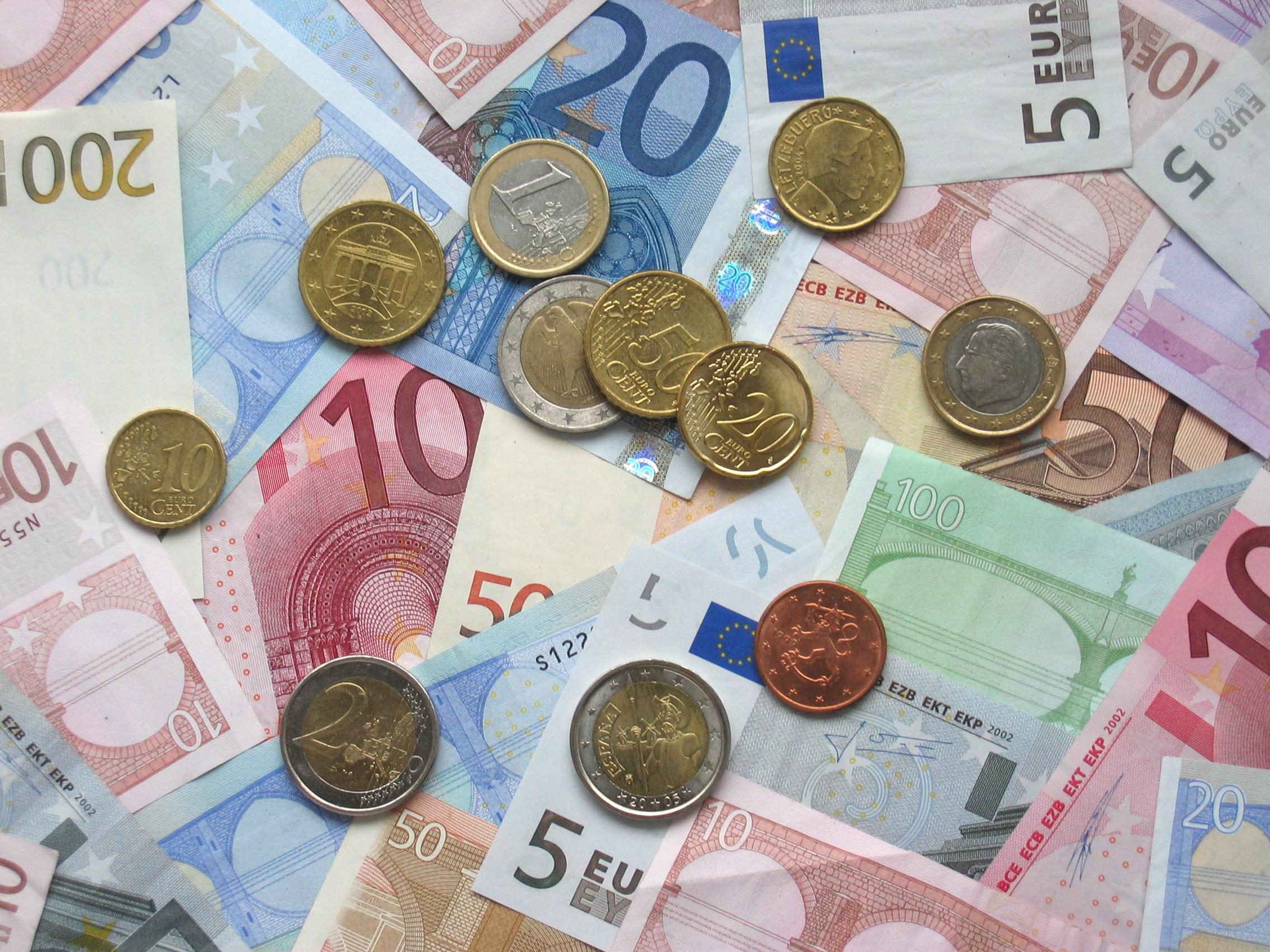
Монети та банкноти євро різних номіналів

Як і Німеччина, Косово перейшло на євро 1 січня 2002 року. Німецька марка залишалася законним платіжним засобом у Косово до 9 березня 2002 року.
Зміна до євро була досягнута у співпраці з Європейським центральним банком (ЄЦБ) та національними банками єврозони.  До грудня 2001 року близько 100 мільйонів євро готівкових коштів було передано до Банківсько-платіжного управління Косово.  Косово не карбує жодної власної монети.

## Членство в ЄС
Косово є потенційним кандидатом на вступ до Європейського Союзу. Європейська комісія та Європейський центральний банк неодноразово висловлювали своє невдоволення з приводу країн, які в односторонньому порядку приймали євро,  і незрозуміло, чи зможе Косово приєднатися до ЄС при використанні євро. Чорногорія, яка так само в односторонньому порядку прийняла євро в 2002 році, мала до заяви до Угоди про стабілізацію та асоціацію з ЄС заяву, що «одностороннє введення євро не було сумісним з Договором».  Очікується, що це питання буде вирішено в процесі переговорів про приєднання  при цьому ЄЦБ заявив, що наслідки одностороннього прийняття євро «будуть прописані найпізніше у разі можливих переговорів про вступ до ЄС».  Дипломати припускають, що навряд чи країни будуть змушені вилучати євро з обігу. 